# Louis Kentner
Louis Kentner (* 19. Juli 1905 in Karwin; † 23. September 1987 in London) war ein ungarischer, später britischer, Pianist, der sich mit den Werken von Chopin und Liszt als auch dem ungarischen Repertoire hervortat.

## Leben und Karriere
Er wurde als Sohn ungarischer Eltern unter dem Namen Lajos Kentner in Karwin in Österreichisch-Schlesien geboren (heute Dolý, Stadtteil von Karviná, Tschechische Republik). Von 1911 bis 1912 erhielt er seine musikalische Ausbildung an der Franz-Liszt-Musikakademie in Budapest, wo er bei Arnold Székely Klavier, bei Hans Koessler und Zoltán Kodály Komposition und bei Leó Weiner Kammermusik studierte.
Kentner begann seine Konzertlaufbahn im Alter von 15 Jahren. Bis 1931 war er international als Ludwig Kentner bekannt. Beim Internationalen Chopin-Wettbewerb von 1932 in Warschau gewann er den 5. Preis. Er gewann auch den Liszt-Preis in Budapest. Im Jahr 1935 übersiedelte er dauerhaft nach England. Er gab Radioübertragungen aller Beethoven- und Schubert-Sonaten, des kompletten Wohltemperierten Klaviers (Bach) und der gesamten Années de pèlerinage (Liszt). Viele Jahre bis zu seinem Tode war er Präsident der britischen Liszt-Gesellschaft.
Auf Wunsch des Komponisten war er der Solist von Bartóks Klavierkonzert Nr. 2 bei der Ungarnpremiere unter der Leitung von Otto Klemperer in Budapest 1933 und bei der Europapremiere des Konzerts Nr. 3 in London (unter Sir Adrian Boult am 27. November 1946). Zusammen mit Yehudi Menuhin (dem Schwager seiner zweiten Frau) gab er die erste Aufführung von William Waltons Violin-Sonate in Zürich am 30. September 1949.
Sein Klavierspiel ist in Richard Addinsells Warschauer Konzert des Soundtracks zum Film Dangerous Moonlight (1941) zu hören. Seine Hände werden nicht gezeigt, und er zog es vor, nicht genannt zu werden, da er nicht glaubte, dass Filmmusik seiner Karriere förderlich wäre. Als das Stück dann weltweite Popularität erlangte, gab er erfreut seine Beteiligung zu.
Er war Jury-Mitglied vieler Musikwettbewerbe und komponierte auch Orchesterwerke, Kammermusik, Klavierstücke und Lieder.

## Privatleben
Seine erste Frau war die Pianistin Ilona Kabos; diese Ehe endete 1945. Dann heiratete er Griselda Gould, die Tochter der Pianistin Evelyn Suart (Lady Harcourt), deren andere Tochter Diana 1947 die zweite Frau von Yehudi Menuhin wurde.

## Anmerkung
1. ↑  New Grove, LCCN und Munzinger geben den 22. September 1987 als Todesdatum an.